# Franck Songo'o
Franck Songo'o (Yaundé, Camerún, 14 de mayo de 1987) es un futbolista camerunés. Juega de extremo. Es hijo del ex-guardameta del R.C.Deportivo de La Coruña, Jacques Songo'o. Actualmente juega en el PAS Giannina.

## Trayectoria
En su época de juvenil, estuvo en el R.C.Deportivo de La Coruña y en la Masía del FC Barcelona antes de marcharse a Inglaterra. Allí jugó en 5 equipos diferentes, en todos ellos cedido por el Portsmouth. En el verano del 2008 se convirtió en uno de los fichajes sorpresa del Real Zaragoza, club con el que firma por cuatro años. Hace su debut con la camiseta blanquilla el 27 de septiembre en el estadio de La Romareda en un partido que enfrentaba al Real Zaragoza y al Real Murcia, cuyo resultado final fue de dos goles a uno favorable a los maños.

### Real Sociedad
El 22 de enero de 2010 se anunció la cesión de Songo'o a la Real Sociedad de la Segunda división española (Liga Adelante) hasta final de esa temporada con una opción de compra. En aquel momento la Real Sociedad se encontraba en puestos de ascenso a Primera división. La contratación de Songo'o respondió a que la Real no contaba en aquel momento con ningún sustituto natural para Xabi Prieto en su puesto y el camerunés respondía a un perfil polivalente que le permitía jugar en ese puesto. La lesión que se produjo Xabi Prietoa finales de enero y que le mantendría varias semanas en el dique seco precipitó en buena parte el fichaje de Songo'o por la Real. El camerunés debutó al poco de llegar, el 30 de enero en el partido Real Sociedad-UD Las Palmas. Aunque jugó durante algunos partidos  y llegó a ser titular, tras recuperarse Prieto de su lesión Songo'o dejó de entrar prácticamente en los planes de Lasarte. Al final de la temporada la Real logró el ascenso y ganó el título de la Liga Adelante, pero Songo'o tuvo un papel discreto en este éxito ya que solo llegó a disputar 8 encuentros ligueros, la mayor parte de ellos entrando como suplente. Al finalizar la temporada, la Real no ejerció su opción de compra y Songo'o regresó a la disciplina del Zaragoza a partir del 30 de junio.

### Albacete
Durante la pretemporada el Zaragoza trató, sin éxito, de traspasar o ceder al jugador, que no entraba en los planes del entrenador José Aurelio Gay. Tras finalizar el periodo de traspasos, el Zaragoza negoció con Songo'o la rescisión de su contrato y el camerunés, que hasta entonces se había entrenado con los maños, quedó en libertad y sin equipo. Tras estar algo más de 2 meses en paro, el 22 de noviembre de 2010 Songo'o firmó un contrato que le vincularía a su nuevo equipo, Albacete Balompié, de la Liga Adelante de España (Segunda División), siendo la duración del mismo el  resto de la campaña 2010-11, y una más opcional. El jugador formalizará su ficha con los manchegos cuando se abra el periodo de transfers invernal.

### Portland Timbers
El medio ofensivo camerunés, tras no superar en noviembre de 2011 una prueba a la que fue sometido por el Girona FC, en febrero de 2012 firma contrato por dos años con  el Portland Timbers de la MLS de los Estados Unidos.

## Selección nacional
Con la selección de Camerún disputó los Juegos Olímpicos de Pekín y días más tarde debutó con la selección absoluta de dicho país, en un partido valedero para la clasificación del Mundial 2010 que se disputará en Sudáfrica. El partido se disputó en Cabo Verde y acabó con el resultado de uno a dos favorable a la selección de los leones indomables. Franck Songo'o hizo su aparición a falta de 30 minutos para que finalizara el encuentro.

## Clubes
| Club                              | País           | Año       |
| --------------------------------- | -------------- | --------- |
| Deportivo la Coruña (Fútbol Base) | España         | 2002-2003 |
| FC Barcelona (Fútbol Base)        | España         | 2003-2005 |
| Portsmouth FC                     | Inglaterra     | 2005-2008 |
| AFC Bournemouth (Cedido)          | Inglaterra     | 2006      |
| Preston North End (Cedido)        | Inglaterra     | 2007      |
| Crystal Palace (Cedido)           | Inglaterra     | 2007      |
| Sheffield Wednesday (Cedido)      | Inglaterra     | 2008      |
| Real Zaragoza                     | España         | 2008-2010 |
| Real Sociedad (Cedido)            | España         | 2010      |
| Albacete Balompié                 | España         | 2011      |
| Portland Timbers                  | Estados Unidos | 2012      |
| Glyfada FC                        | Grecia         | 2013      |
| PAS Giannina                      | Grecia         | 2014      |